# Claude Chambon
Pour les articles homonymes, voir Chambon.
Claude Chambon est un homme politique français né le 25 février 1872 à Chambéry (Savoie) et décédé le 23 décembre 1912 à Marseille (Bouches-du-Rhône).
Avocat à Chambéry, il est conseiller d'arrondissement, puis conseiller général du canton de La Motte-Servolex en 1905. Il est député de la Savoie de 1900 à 1910, inscrit au groupe de la Gauche radicale-socialiste. Il est secrétaire de la Chambre en 1903 et 1904. 

### Sources
- « Claude Chambon », dans le Dictionnaire des parlementaires français (1889-1940), sous la direction de Jean Jolly, PUF, 1960 [détail de l’édition]